# Vaporizér

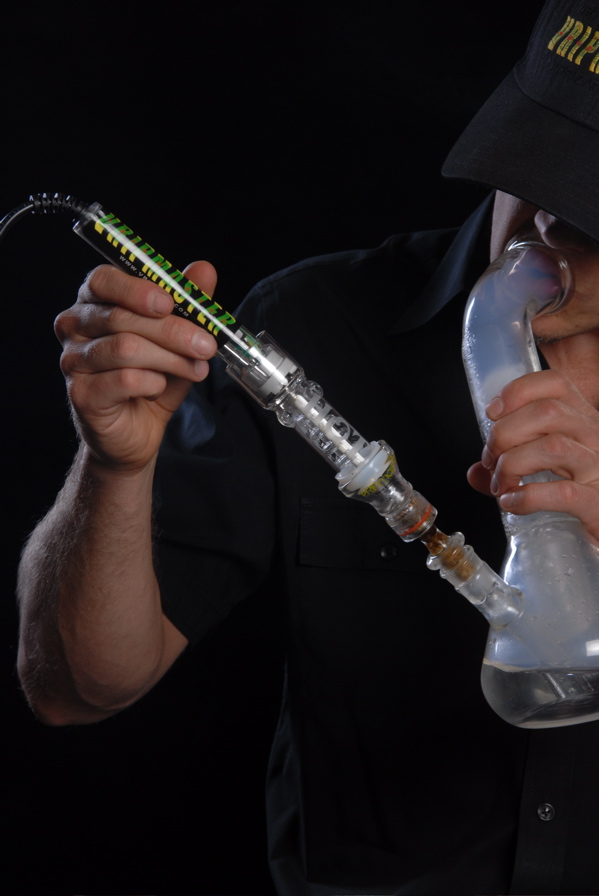
Vaporizátor jako tepelná tyč

Vaporizér (z lat. vapor = pára) je přístroj sloužící k vaporizaci, tj. k změně látky kapalného někdy pevného skupenství (sublimace) na skupenství plynné působením tepla. Používá se v aromaterapii a někdy i v klasické medicíně jako alternativa inhalace – vdechování účinných látek. Vaporizují se většinou přírodní drogy (definice: droga je sušená nadzemní nebo podzemní část rostliny). Drogy vhodné k vaporizaci jsou všechny léčivé rostliny využívané v medicíně, které obsahují více či méně těkavé látky - většinou éterické oleje, esenciální oleje, silice a pryskyřice. Vaporizují se například drogy či oleje z těchto rostlin: šalvěj lékařská, divizna velkokvětá, konopí, heřmánek pravý, máta, meduňka lékařská, eukalyptus, tea tree, santál bílý, divoká růže a další. Vaporizuje se při teplotách od 170 °C do 260 °C, odpařené látky se přímo vdechují do plic, páry vycházející z vaporizérů jsou chladné. Droga ve vaporizérech nikdy nehoří, pouze je zahřívána pod zápalnou teplotu a jenom se odpařuje. Nevznikají tedy karcinogenní dehty a oxid uhelnatý a oxid uhličitý. Vaporizace se dá využít k léčení.
Existují různé druhy vaporizérů, od velkých stolních přístrojů používaných pro domácí použití přes menší, kapesní přístroje. Většina vaporizérů je elektrických, existují i takové, které jako zdroj tepla používají plyn do zapalovače.
E-cigarety anebo osobní vaporizátory jsou v podstatě přístrojem na baterii, ke kterému je připojený rozprašovač, jenž je naplněn aromatizovanou tekutinou (e-liquid). Baterie napájí cívku v rozprašovači, který vypařuje kapalinu a umožňuje uživateli ji inhalovat.
Jako vapování se také označuje alternativa pouze klasického kouření. Jedná se o činnost, při které uživatel přes osobní vaporizátor – e-cigaretu inhaluje vodní páru, vaper (kuřák e-cigarety) tedy získává nikotin z inhalování vodní páry. Vodní pára (e-liquid) obsahuje buď propylenglykol značný též jako „PG“, rostlinný glycerin anebo kombinaci obou. Vapování se podle dostupných informací šířilo už kolem roku 1960, vaporizéry v tehdejších letech ale nebyly jednoduše přenosné jako dnes a jednalo se spíše o statické přístroje, které zůstávaly stát na stole. Čínský farmaceut Hon Lik byl vynálezcem moderních druhů vaporizérů. K vynálezu ho přivedl jeho otec, který zemřel na rakovinu, způsobenou klasickým kouřením. Svůj přístroj nazval Ruyan, což v překladu znamenalo „jako kouř“. Ruyan se stal populárním a rozšířil se pomalu i do Spojených států na začátku 21. století a zpopularizoval tak vapování.  Slovo vapování se stalo slovem roku 2014 podle Oxfordského slovníku. Odborníci z Oxfordského slovníku uvedli, že se slovo rozšířilo během relativně krátkého období. Trh s e-cigaretami se rozrostl a ve slovníku se objevila mezera, která musela být zaplněna slovem, jež by tuto činnost popisovalo, a zároveň se odlišovalo od kouření. Nabídlo se proto slovo „vapovat“, které se rychle rozšířilo. 
Vapování je často uváděno jako bezpečnější varianta klasického kouření. Prostřednictvím vapování uživatel vpravuje do svého těla zhruba 1300x méně karcinogenních látek, než v případě klasického kouření. Při vapování sice vdechuje uživatel nikotin, vaporizátory ale neobsahují tabák. Uživatel se nemusí potýkat s nepříjemným zápachem, které s sebou přináší kouření klasických cigaret. Vapování produkuje příjemnou vůni různých příchutí, záleží na uživateli, jakou si zvolí tekutinu (e-liquid). Vapováním navíc uživatel tolik neobtěžuje své okolí, jak je tomu v případě kouření klasických cigaret. Ve vydechované páře je ale stále přítomný nikotin, uživatel by proto neměl vapovat zejména v přítomnosti malých dětí anebo domácích zvířat. Uživatel by neměl mít e-cigaretu neustále v ústech, je důležité dělat nezbytné pauzy. Uvádí se, že ideální je potáhnout 4x až 5x s 10 sekundovými intervaly a následně elektronickou cigaretu na pár minut odložit. V průběhu vapování a těsně po něm má tělo tendenci odvádět více tekutin než obvykle, je proto vhodné dodržovat dostatečný pitný režim. Vapování je sice uváděno jako bezpečnější varianta klasického kouření, není ale úplně zdravotně nezávadné. Při e-kouření nedochází k hoření a díky tomu se z e-cigarety neuvolňují látky, které díky němu vznikají. Stále ale uživatel vdechuje nikotin, který je sám o sobě škodlivý. Teda pokud není náplň bez nikotinu! 